# العلاقات الكاميرونية الكورية الشمالية
العلاقات الكاميرونية الكورية الشمالية هي العلاقات الثنائية التي تجمع بين الكاميرون وكوريا الشمالية.

## مقارنة بين البلدين
هذه مقارنة عامة ومرجعية للدولتين:
| وجه المقارنة                                              | الكاميرون                      | كوريا الشمالية                        |
| --------------------------------------------------------- | ------------------------------ | ------------------------------------- |
| المساحة (كم2)                                             | 475.44 ألف                     | 120.54 ألف                            |
| عدد السكان (نسمة)                                         | 24.05 مليون                    | 25.49 مليون                           |
| الكثافة السكانية (ن./كم²)                                 | 50.58                          | 211.47                                |
| العاصمة                                                   | ياوندي                         | بيونغيانغ                             |
| اللغة الرسمية                                             | لغة فرنسية، لغة إنجليزية       | لغة كوريا الشمالية القياسية ‏          |
| العملة                                                    | فرنك وسط أفريقي                | وون كوري شمالي                        |
| الناتج المحلي الإجمالي (بليون دولار)                      | 34.80 مليار                    |                                       |
| الناتج المحلي الإجمالي (تعادل القوة الشرائية) بليون دولار | 72.72 مليار                    |                                       |
| الناتج المحلي الإجمالي الاسمي للفرد دولار أمريكي          | 1.22 ألف                       |                                       |
| الناتج المحلي الإجمالي للفرد دولار أمريكي                 | 2.97 ألف                       |                                       |
| مؤشر التنمية البشرية                                      | 0.512                          |                                       |
| رمز المكالمات الدولي                                      | +237                           | +850                                  |
| رمز الإنترنت                                              | .cm                            | .kp                                   |
| المنطقة الزمنية                                           | توقيت غرب أفريقيا، ت ع م+01:00 | ت ع م+08:30، ت ع م+08:30، ت ع م+09:00 |

## منظمات دولية مشتركة
يشترك البلدان في عضوية مجموعة من المنظمات الدولية، منها:
| علم المنظمة | اسم المنظمة                   | تاريخ انضمام الكاميرون | تاريخ انضمام كوريا الشمالية |
| ----------- | ----------------------------- | ---------------------- | --------------------------- |
|             | يونسكو                        | 11 نوفمبر 1960         | 18 أكتوبر 1974              |
|             | الاتحاد البريدي العالمي       | ?                      | ?                           |
|             | الاتحاد الدولي للاتصالات      | 22 ديسمبر 1960         | ?                           |
|             | الأمم المتحدة                 | 20 سبتمبر 1960         | 17 سبتمبر 1991              |
|             | المنظمة الهيدروغرافية الدولية | ?                      | ?                           |

## وصلات خارجية
- موقع وزارة الخارجية الكاميرونية
- موقع وزارة الخارجية الكورية الشمالية